# P.I.M.P.
"P.I.M.P." är en sång skriven av 50 Cent och Kon Artis för 50 Cents debutalbum Get Rich or Die Tryin' (2003). En officiell remix av sången gjordes, där Snoop Dogg, Lloyd Banks och Young Buck fanns med.